# L’Houmeau
L’Houmeau ist eine westfranzösische Gemeinde mit 2953 Einwohnern (Stand 1. Januar 2022) im Département Charente-Maritime in der Region Nouvelle-Aquitaine. Sie gehört zum Arrondissement La Rochelle und zum Kanton Lagord. Die Bewohner nennen sich L’Houméens.

## Geographie
Die Gemeinde liegt im Ballungsraum nördlich von La Rochelle und grenzt im Westen an den Atlantischen Ozean. 
Nachbargemeinden sind:
- Nieul-sur-Mer im Norden,
- Lagord im Osten und
- La Rochelle im Süden.

### Verkehrsanbindung
L’Houmeau liegt abseits überregionaler Verkehrsverbindungen und wird von der Départementsstraße D106 erschlossen. Knapp südlich der Gemeindegrenze liegt der Flughafen La Rochelle - Île de Ré.

## Bevölkerungsentwicklung
| Jahr      | 1968 | 1975 | 1982 | 1990 | 1999 | 2006 | 2016 |
| Einwohner | 807  | 1162 | 1725 | 2486 | 2279 | 2129 | 2842 |

## Sehenswürdigkeiten
Siehe: Liste der Monuments historiques in L’Houmeau

## Wirtschaft
- Austernzucht beim Weiler Le Plomb, im Nordwesten des Gemeindegebietes
- Jachthafen Port du Plomb